# Oscar Trägårdh

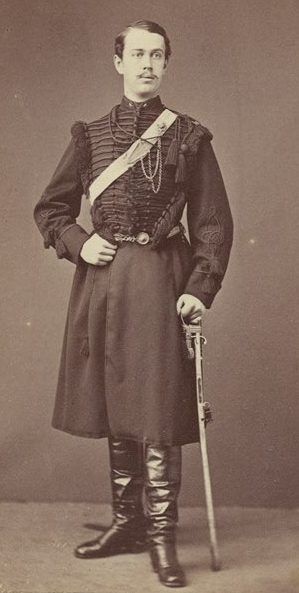
Oscar Trägårdh.

Oscar Trägårdh, född 10 juli 1811, död 16 april 1906, var en svensk sjömilitär och brukspatron.
Trägårdh var premiärlöjtnant vid Svenska marinen och var en av deltagarna i Eugenies världsomsegling 1851-1853 . Han skrev under hela resan en dagbok som i vissa delar finns återutgiven i Kurt H Trägårdhs bok från 1967. Han fick avsked från flottan 1854. Tillsammans med sin svåger Oscar Jansson ärvde han 1852 Borggårds bruk som de drev tillsammans fram till 1867 då Trägårdh löste ut sin svåger. Sönerna Adolf och Henning blev istället delägare och 1879 tog de över hela ansvaret. Under Oscar och hans sons Adolf Trägårdhs tid skedde en allmän nedgång i brukshanteringen. Adolf Trägårdh insåg att produktionen måste läggas om och 1882 anlades en fabrik för tillverkning av handredskap. 1887 nedlades stångjärnstillverkningen och istället startades tillverkning av krokar och söljor, vilket är begynnelsen till dagens industri i Borggård.
Han var son till häradshövdingen Sven Trägårdh (1780-1848) och Sofia Maria Richter (1783-1862) samt från 1846 gift med Hedvig Gustafva Jansson (född 1820) som var dotter till brukspatron Per Jansson. Han var far till Adolf Trägårdh (1847-1915) och Henning Trägårdh (1849-1907) samt bror till Göthe Trägårdh (1803-1881), Sven Trägårdh (1814-1888),  Rudolf Trägårdh (1816-1869) och Folke Trägårdh (född 1833).